# Vườn quốc gia Gobustan
Khu bảo tồn quốc gia Gobustan nằm ở phía tây Gobustan, cách trung tâm Baku khoảng 40 dặm về phía tây nam. Khu bảo tồn này được thiết lập năm 1986, khi vùng này được công nhận là khu di tích lịch sử quốc gia của Azerbaijan, nhằm bảo tồn các hình khắc trên đá từ thời xưa, các núi lửa phun bùn trong vùng này.
Khu bảo tồn Gobustan có trên 600.000 hình khắc họa trên đá, mô tả các người nguyên thủy, các động vật, các trận đánh, các điệu nhảy múa thờ cúng, các trận đấu bò tót, các thuyền chở chiến binh cầm dáo, các đoàn lữ hành với lạc đà, hình mặt trời, Mặt Trăng, các ngôi sao từ khoảng 5.000 tới 20.000 năm trước.
Khu bảo tồn Gobustan đã được UNESCO đưa vào Danh sách di sản thế giới từ năm 2007, trong khóa họp thứ 31.

## Các hình khắc thời tiền sử
Cảnh quan văn hóa Nghệ thuật đá ở Gobustan thể hiện các hình ảnh cuộc sống thời tiền sử ở vùng núi Kavkaz. Các bản khắc được bảo tồn diễn tả dân cư thời cổ di chuyển trên các thuyền bằng sậy, các người săn sơn dương và bò tót, các phụ nữ nhảy múa vv.... Nhà nhân chủng học người Na Uy nổi tiếng Thor Heyerdahl đã tới đây nhiều lần từ năm 1961 tới khi từ trần năm 2002, để nghiên cứu và đã xuất bản sách "Search for Odin".

## Các núi lửa phun bùn

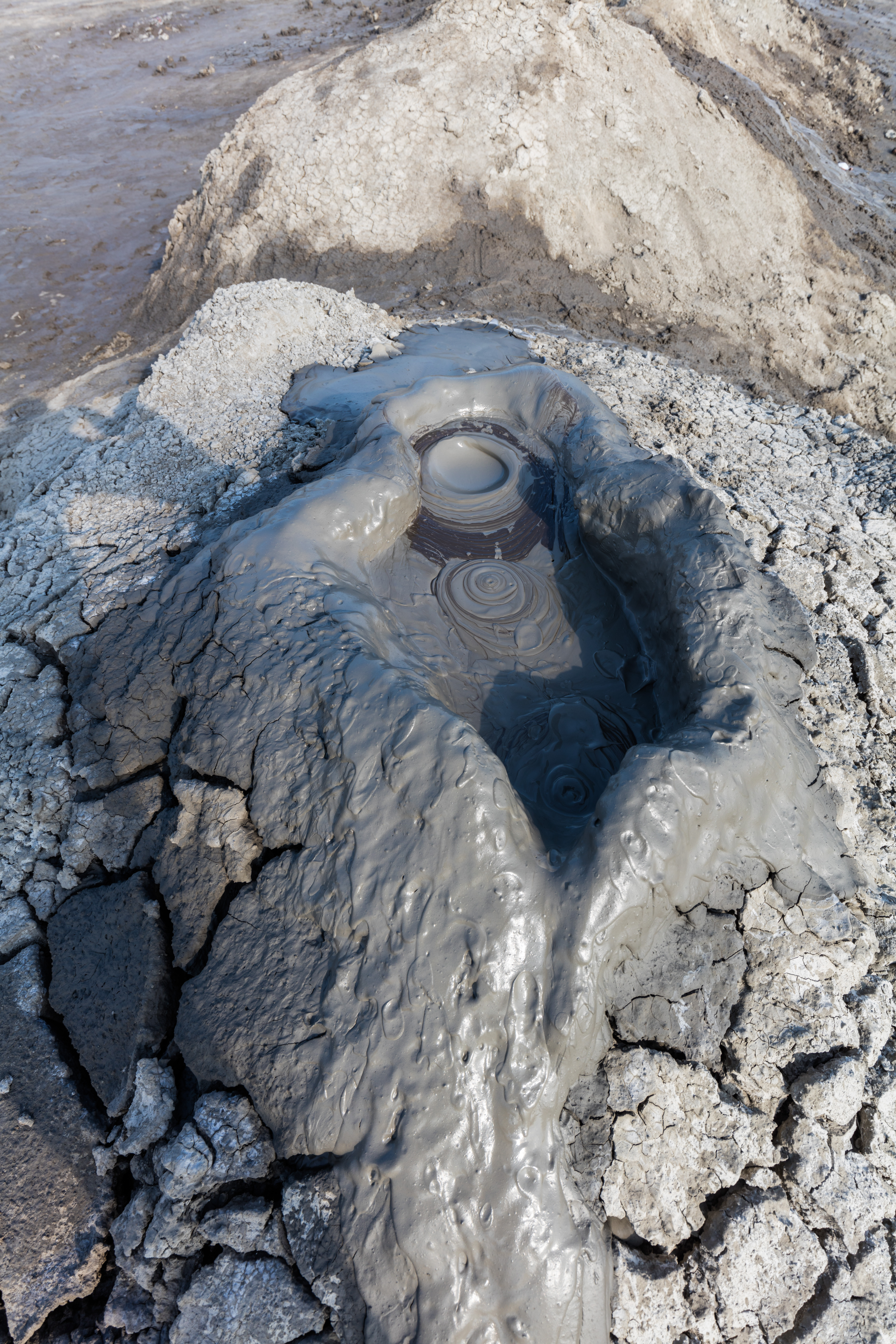
Núi lửa phun bùn ở Azerbaijan, 2001

Người ta ước tính có khoảng 300 trong tổng số 700 núi lửa phun bùn ở Gobustan và vùng biển Caspi. Nhiều nhà địa chất cũng như các du khách đã tới các nơi như Firuz Crater, Gobustan, Salyan và tắm bùn do núi lửa phun ra mà họ cho rằng có thể trị được bệnh. Năm 2001 một núi lửa phun bùn cách Baku 15 km đã phun ngọn lửa cao khoảng 15 m.

## Gaval Dash
Gaval Dash là 1 tảng đá phát ra tiếng nhạc tự nhiên, độc nhất ở Gobustan, Azerbaijan. Theo các sách viết về đá thì có 1 tảng đá lớn dẹp hình thành trên 3 viên đá chống đỡ. Chỉ cần cầm 1 viên sỏi đập vào, tảng đá này sẽ phát ra tiếng nhạc, giống như tiếng trống lục lạc (trống con). Tảng đá này gọi là Gaval dash, được hình thành là do hợp chất của dầu hỏa, khí đốt và khí hậu đặc thù chỉ có ở vùng này